# Wage War
Wage War es una banda estadounidense de Metalcore formada en Ocala, Florida en 2010 bajo el nombre de Empires. La banda está formada por el vocalista principal Briton Bond, el guitarrista principal Seth Blake, el guitarrista rítmico y vocalista limpio Cody Quistad, el bajista Chris Gaylord y el baterista Stephen Kluesener.
La banda ha lanzado cinco álbumes de estudio y un EP: Blueprints (2015), Deadweight (2017), Pressure (2019), Manic (2021) y su más reciente trabajo Stigma (2024). 

## Historia

### Formación y primer álbumBlueprints
La banda fue formada en 2010 por el vocalista Briton Bond, guitarristas Seth Blake y Cody Quistad, el bajista Chris Gaylord y el baterista Stephen Kluesener. La banda originalmente se llamaba Empires. 
El 15 de junio de 2015, la banda firmó con Fearless Records donde la banda lanzó en 27 de noviembre de 2015 su álbum debut "Blueprints".
En noviembre y diciembre de ese año, encabezó una gira con August Burns Red, Stick to Your Guns y Every Time I Die en los Estados Unidos y Canadá. Wage War confirman su participación en la gira de Chelsea Grin, Oceans Ate Alaska y Lorna Shore en febrero y marzo de 2016. El 7 de febrero de 2016 la banda confirma su futura aparición en el Download Festival en lo Reino Unido.

### Deadweight(2017-2018)
Su segundo álbum titulado "Deadweight" fue lanzado con Fearless el 4 de agosto de 2017. La banda se preparó para tocar con Parkway Drive en su mini gira de junio de 2017. Tiempo después la banda se embarcó en julio para apoyar su nuevo álbum Deadweight .
La banda se embarcó en su primer acto como cabeza de cartel nacional en julio de 2017, en apoyo de su nuevo álbum Deadweight. Gideon y Varials se unieron como apoyo. La segunda etapa de la gira contó con Gideon y Varials una vez más. Oceans Ate Alaska y Loathe se unieron como apoyo. Wage War se presentó en la última parte de la gira del Vans Warped Tour 2018.

### Pressure(2019-2020)
El 9 de enero de 2019, la banda lanzó un sencillo titulado "Low" a través de su sello Fearless Records.  Seis meses después, el 9 de julio, lanzaron un segundo sencillo, "Who I Am". Luego, ese mismo mes, el 30 de julio, la banda lanzó dos sencillos, "Prison" y "Me Against Myself". Al hacer esto, la banda reveló sus planes para un tercer álbum de estudio, revelando el título del álbum, la lista de canciones y la fecha de lanzamiento. Pressure su tercer álbum, fue lanzado el 30 de agosto de 2019.
El 18 de marzo, Wage War perdió todo su contenido de Myspace de 2016 y antes en "una migración de servidor que salió mal" de la era Empires (con la excepción del EP The Fall of Kings). Se informó ampliamente que más de 50 millones de canciones y 12 años de contenido se perdieron permanentemente y no había copia de seguridad. Wage War se presentó en el Vans Warped Tour del 25 aniversario en Atlantic City, Nueva Jersey y en Mountain View, California. La banda realizó una gira durante el otoño de 2019 para promocionar su último álbum, Pressure. Al igual que Like Moths to Flames, Polaris y Dayseeker se unieron como apoyo a la gira. El 13 de noviembre de 2020, la banda lanzó una nueva canción llamada "Surrounded", una pista inédita de Blueprints, que se remonta a sus comienzos más pesados.

### Manic(2021-2023)
El 8 de abril de 2020, mientras estaban en su tiempo de inactividad durante el período de autoaislamiento causado por la pandemia de COVID-19, Wage War anunció en Twitter que están trabajando en nuevo material para el próximo disco. Junto con el anuncio, la banda también adelantó una nueva canción y escribió: "Aprovechando al máximo la cuarentena #ww4".
El 6 de agosto de 2021, la banda lanzó una canción llamada "High Horse". El 25 de agosto, la banda lanzó oficialmente el segundo sencillo "Circle the Drain" de su cuarto álbum de estudio Manic, que se lanzó el 1 de octubre de 2021. Al mismo tiempo, la banda reveló la portada del álbum y la lista de canciones. Para promocionar el álbum, la banda también anunció que apoyarán la gira europea reprogramada de I Prevail junto con Dream State en marzo de 2022. El 14 de septiembre, la banda lanzó el tercer sencillo "Teeth".
El 18 de noviembre de 2022, la banda anunció un álbum acústico llamado The Stripped Sessions, que se lanzó el 2 de diciembre de 2022.

### Stigma(2024-presente)
El 21 de marzo de 2024, Wage War dio a conocer el primer sencillo titulado "Magnetic" y su correspondiente vídeo musical. El 12 de abril, la banda estrenó el segundo sencillo "Nail5" y un vídeo musical que lo acompaña. Al mismo tiempo, anunciaron que su próximo quinto álbum de estudio Stigma, se lanzará el 21 de junio de 2024, al tiempo que revelaron la portada del álbum y la lista de canciones.

## Miembros
| Miembros actuales - Briton Bond – Guturales (2010–presente), voces claras (2017–presente) - Seth Blake – Guitarra líder y coros (2010–presente) - Cody Quistad – Guitarra rítmica y voces claras (2010–presente) - Chris Gaylord – Bajo (2013–presente), coros (2017–presente) - Stephen Kluesener – Batería (2013–presente) | Miembros anteriores - Jordan Pierce – Bajo (2010–2013) - David Rau – Batería (2010–2013) |

Línea del tiempo

## Discografía
Álbumes de estudio
- 2015: Blueprints
- 2017: Deadweight
- 2019: Pressure
- 2021: Manic
- 2024: Stigma